# Liste der Baudenkmäler im Märkischen Kreis

Märkischer Kreis

Die Listen der Baudenkmäler im Märkischen Kreis ist untergliedert in:
- Liste der Baudenkmäler in Altena
- Liste der Baudenkmäler in Balve
- Liste der Baudenkmäler in Halver
- Liste der Baudenkmäler in Hemer
- Liste der Baudenkmäler in Herscheid
- Liste der Baudenkmäler in Iserlohn
- Liste der Baudenkmäler in Kierspe
- Liste der Baudenkmäler in Lüdenscheid
- Liste der Baudenkmäler in Meinerzhagen
- Liste der Baudenkmäler in Menden
- Liste der Baudenkmäler in Nachrodt-Wiblingwerde
- Liste der Baudenkmäler in Neuenrade
- Liste der Baudenkmäler in Plettenberg
- Liste der Baudenkmäler in Schalksmühle
- Liste der Baudenkmäler in Werdohl

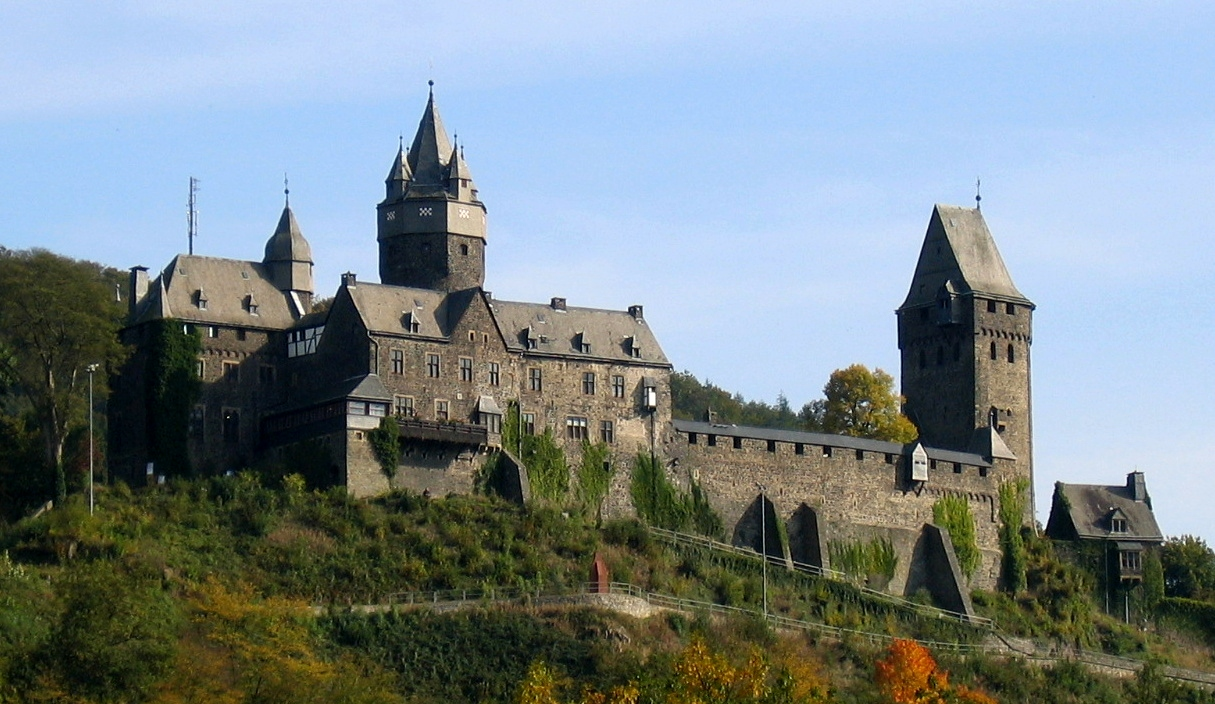
Burg Altena (Altena)
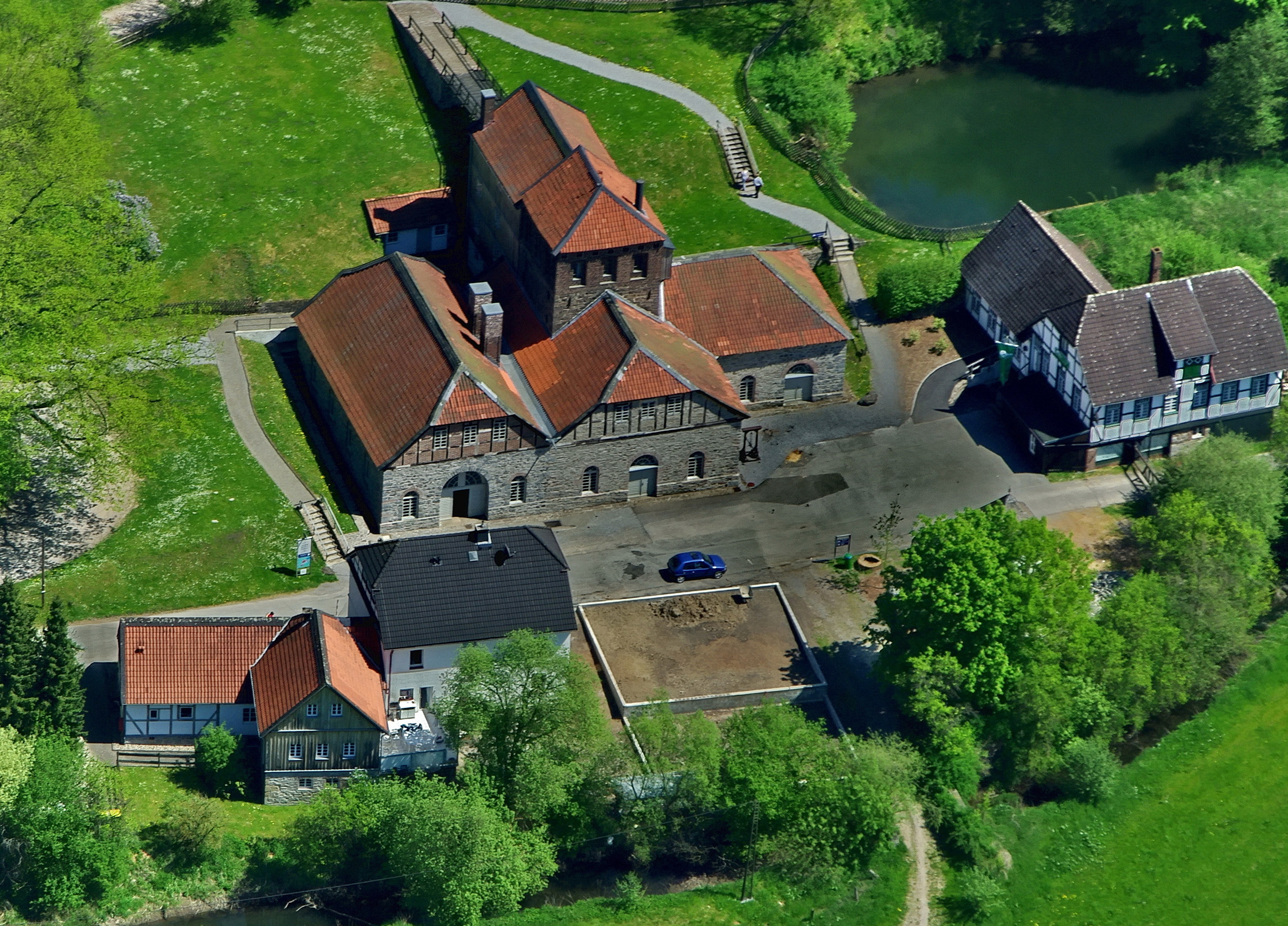
Luisenhütte (Balve)
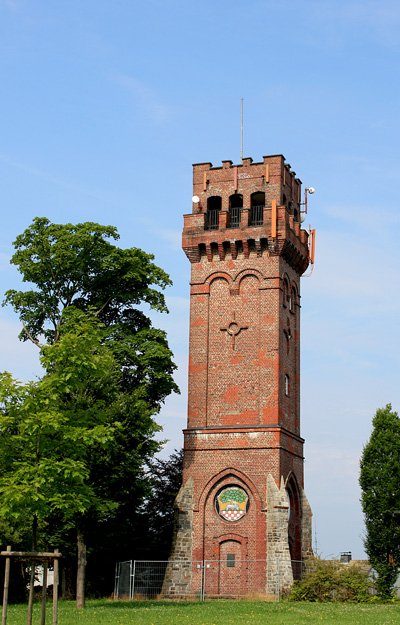
Aussichtsturm (Halver)
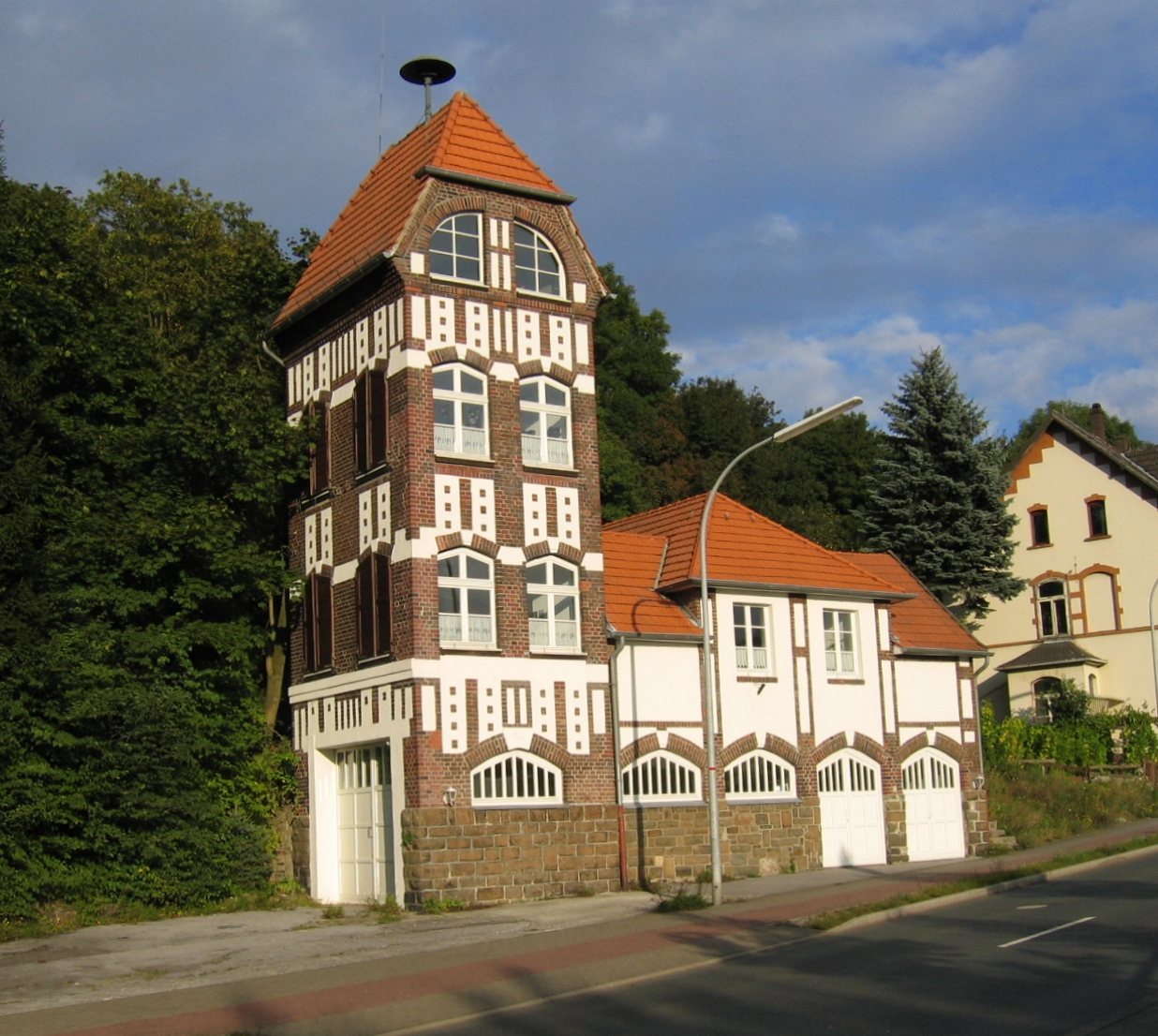
Feuerwehrgerätehaus (Hemer)
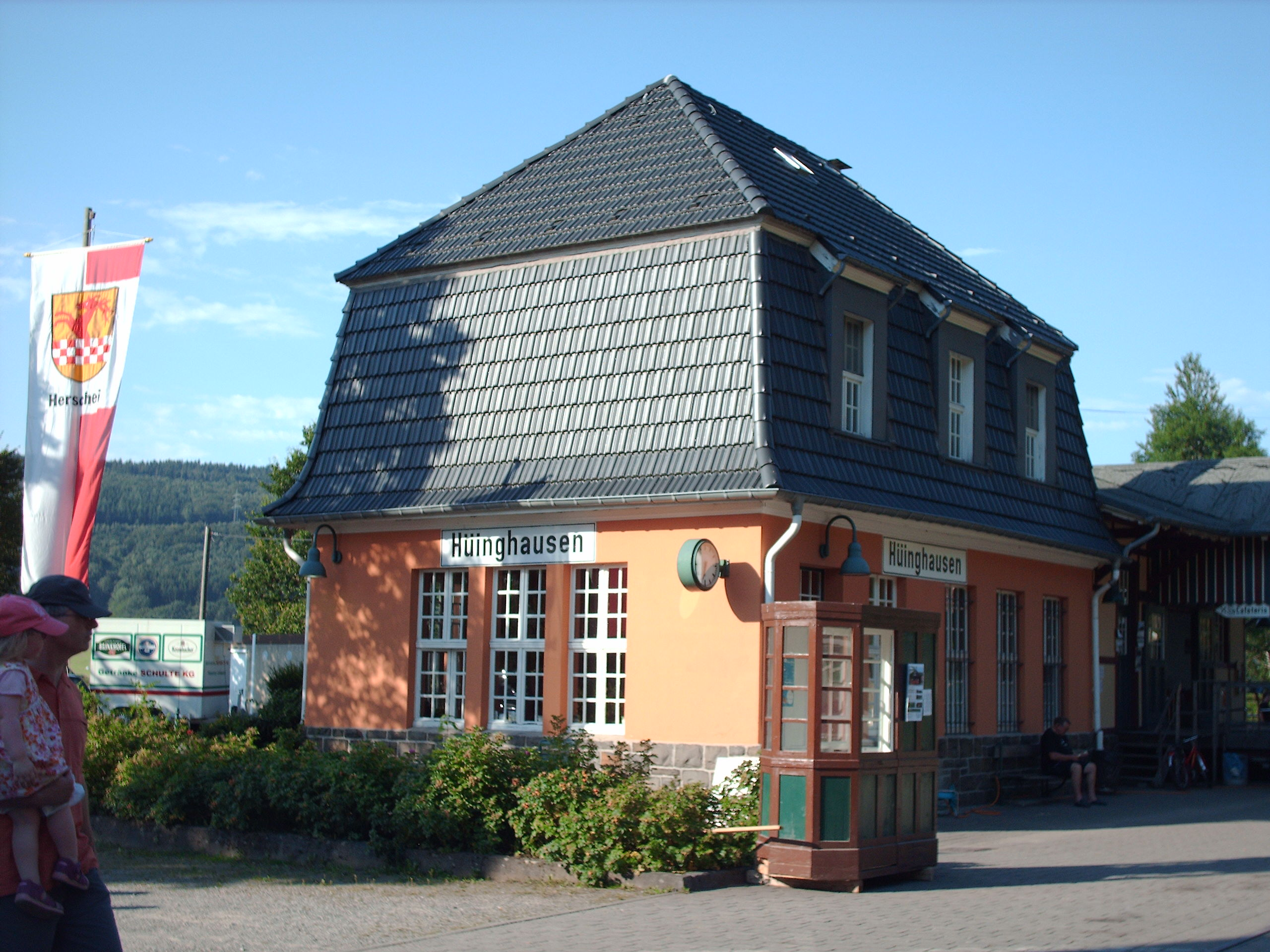
Bahnhof Hüinghausen (Herscheid)
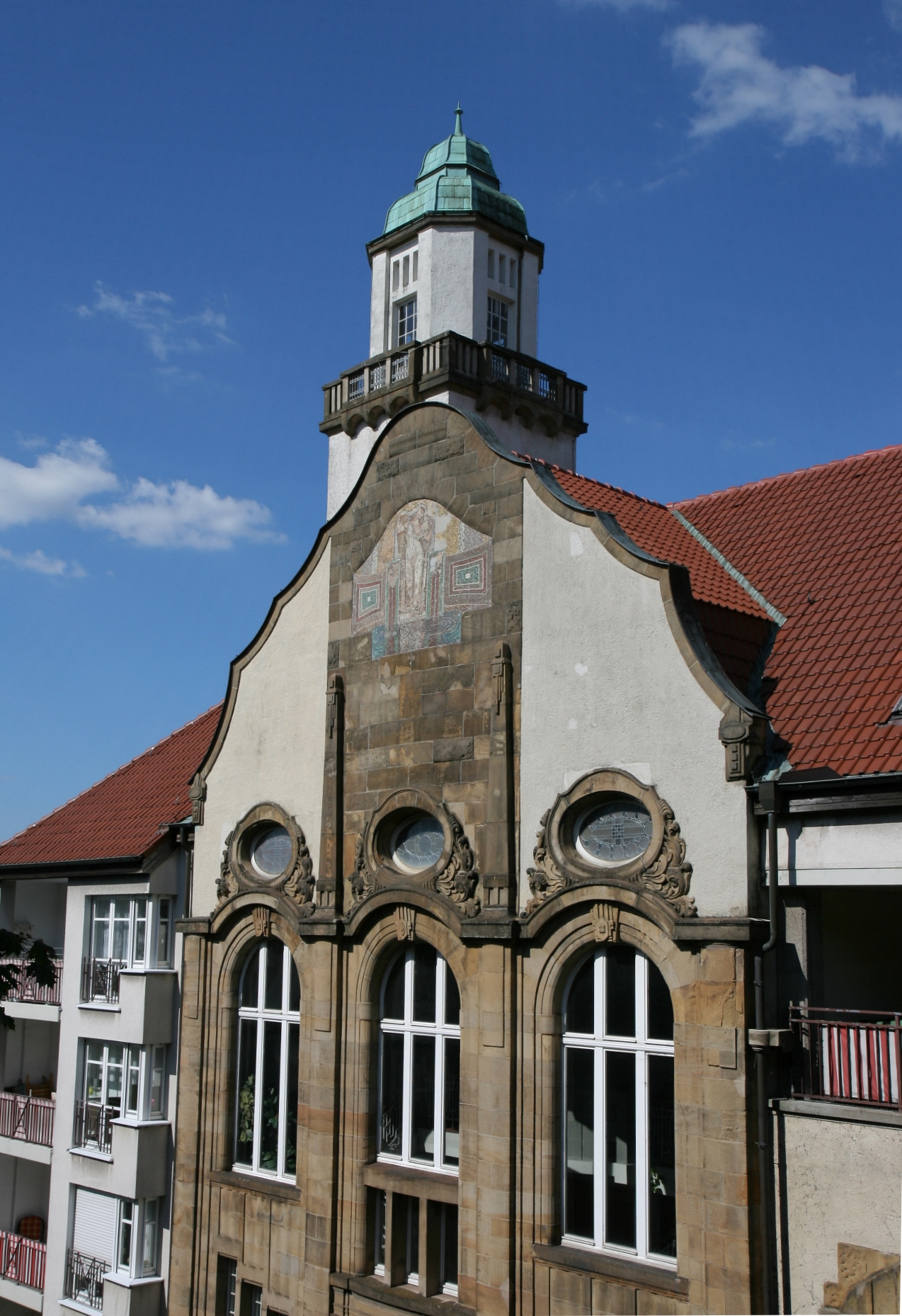
Ehemalige städtische Badeanstalt (Iserlohn)
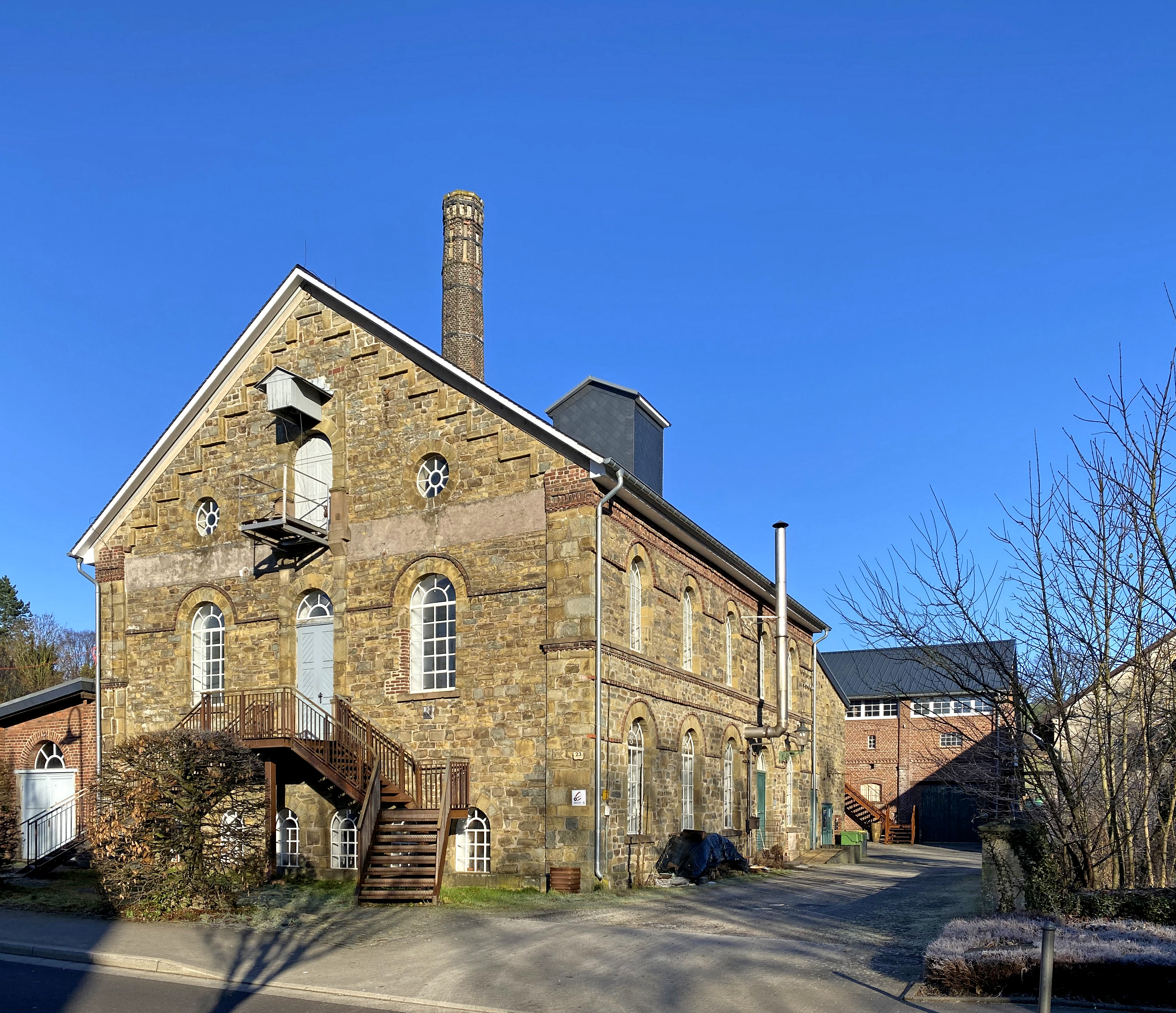
Historische Brennerei Rönsahl (Kierspe)
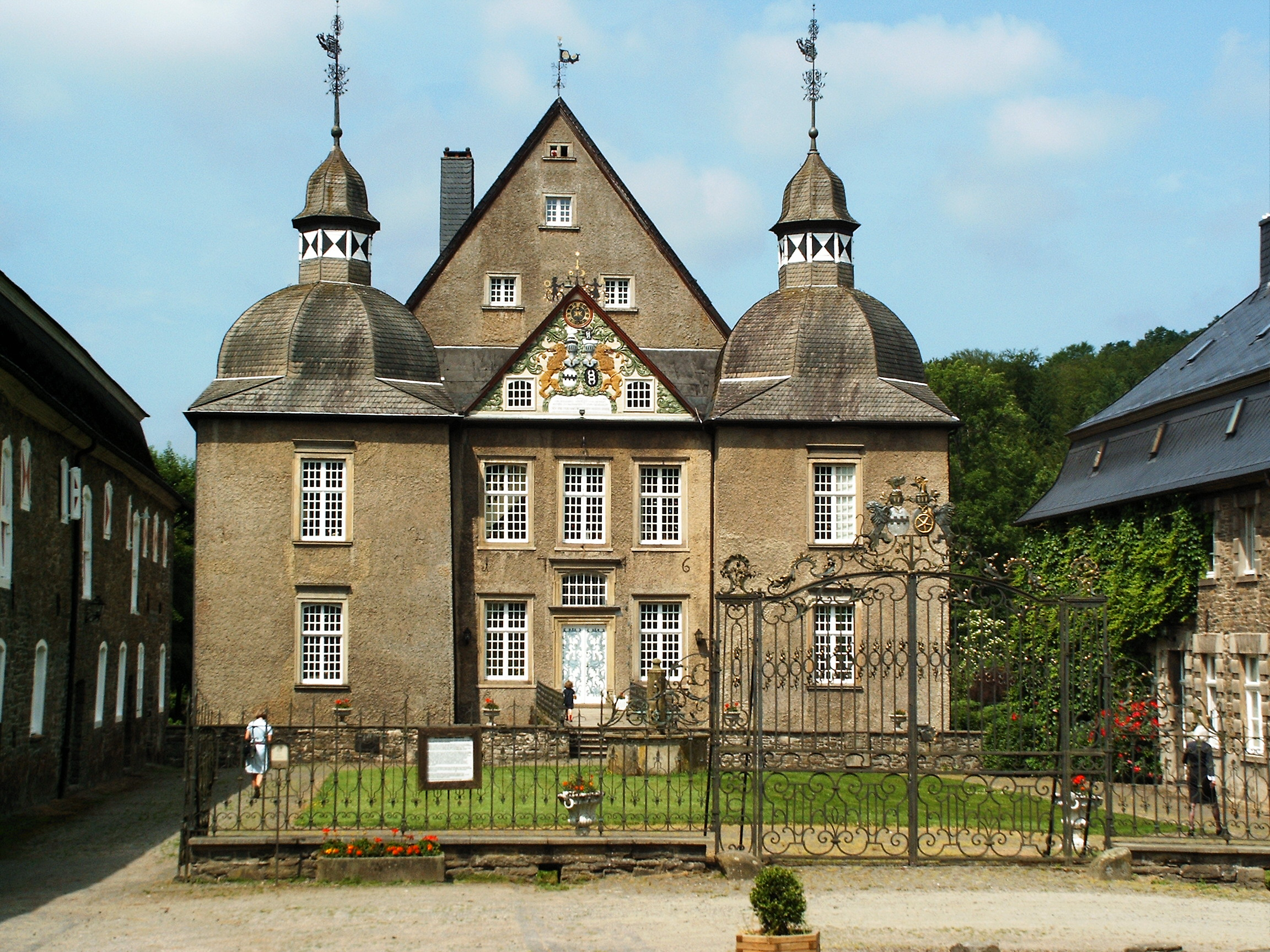
Schloss Neuenhof (Lüdenscheid)
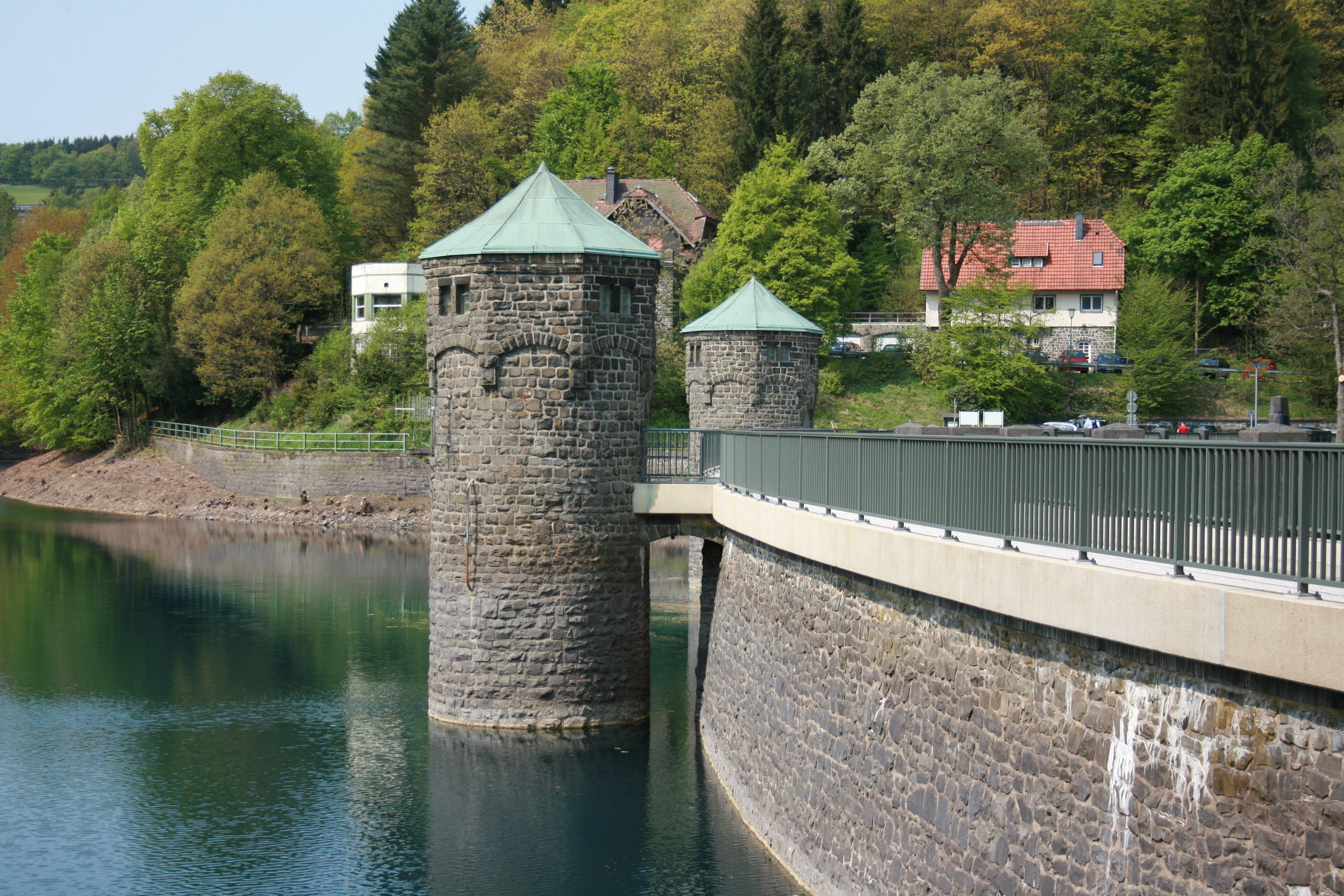
Staumauer Fürwiggetalsperre (Meinerzhagen)
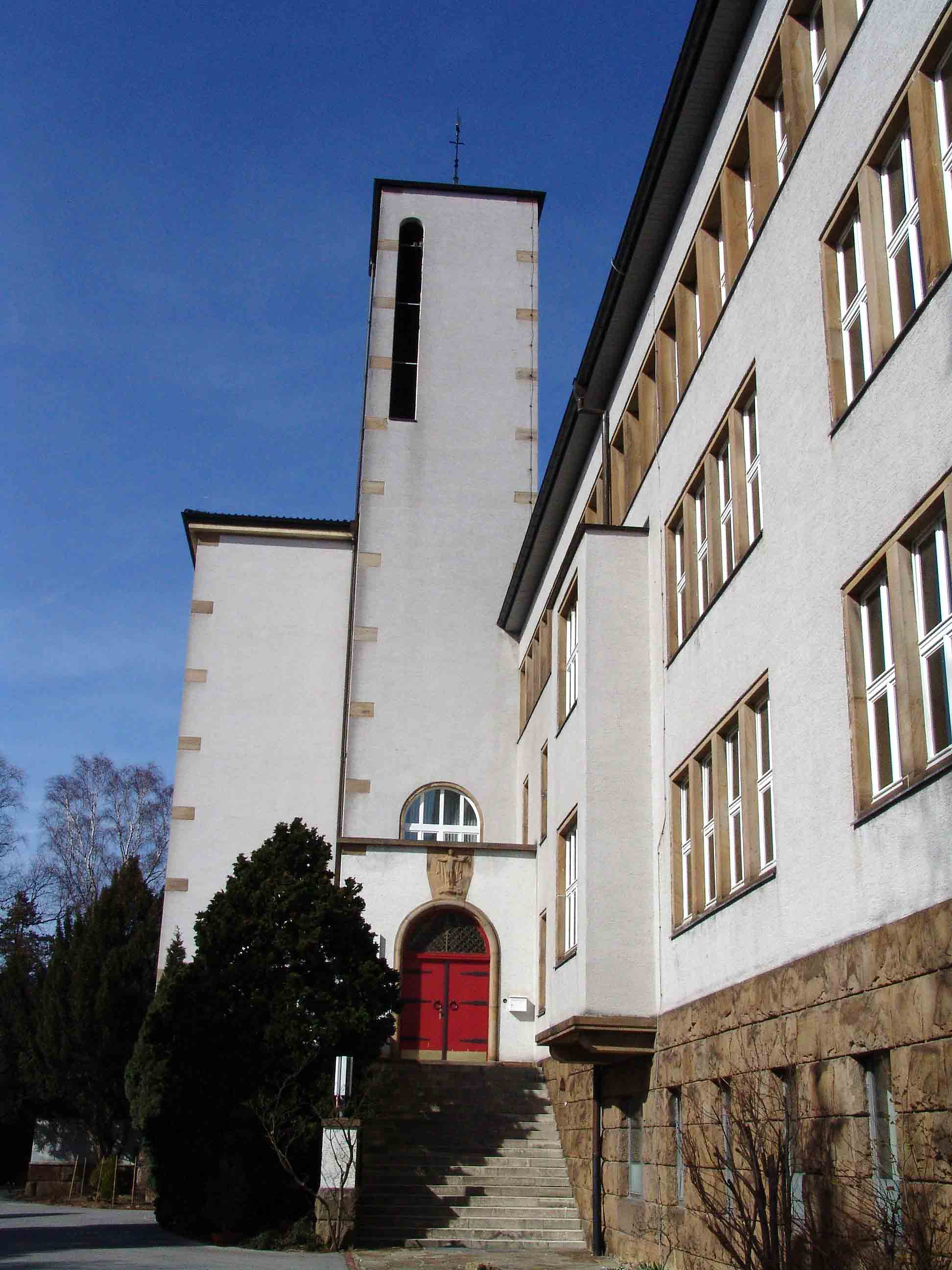
Walburgisgymnasium (Menden)
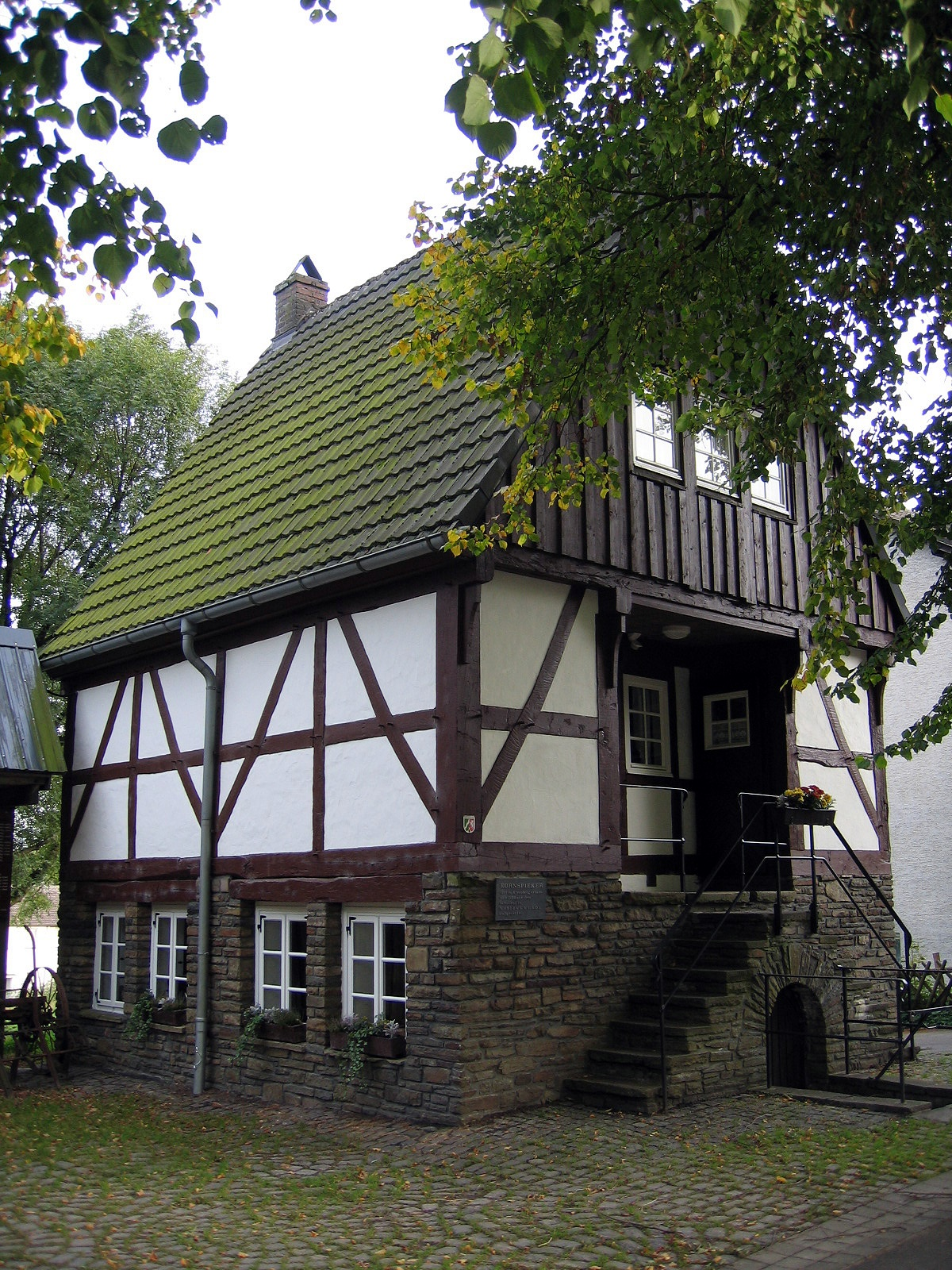
Kornspeicher (Nachrodt-Wiblingwerde)
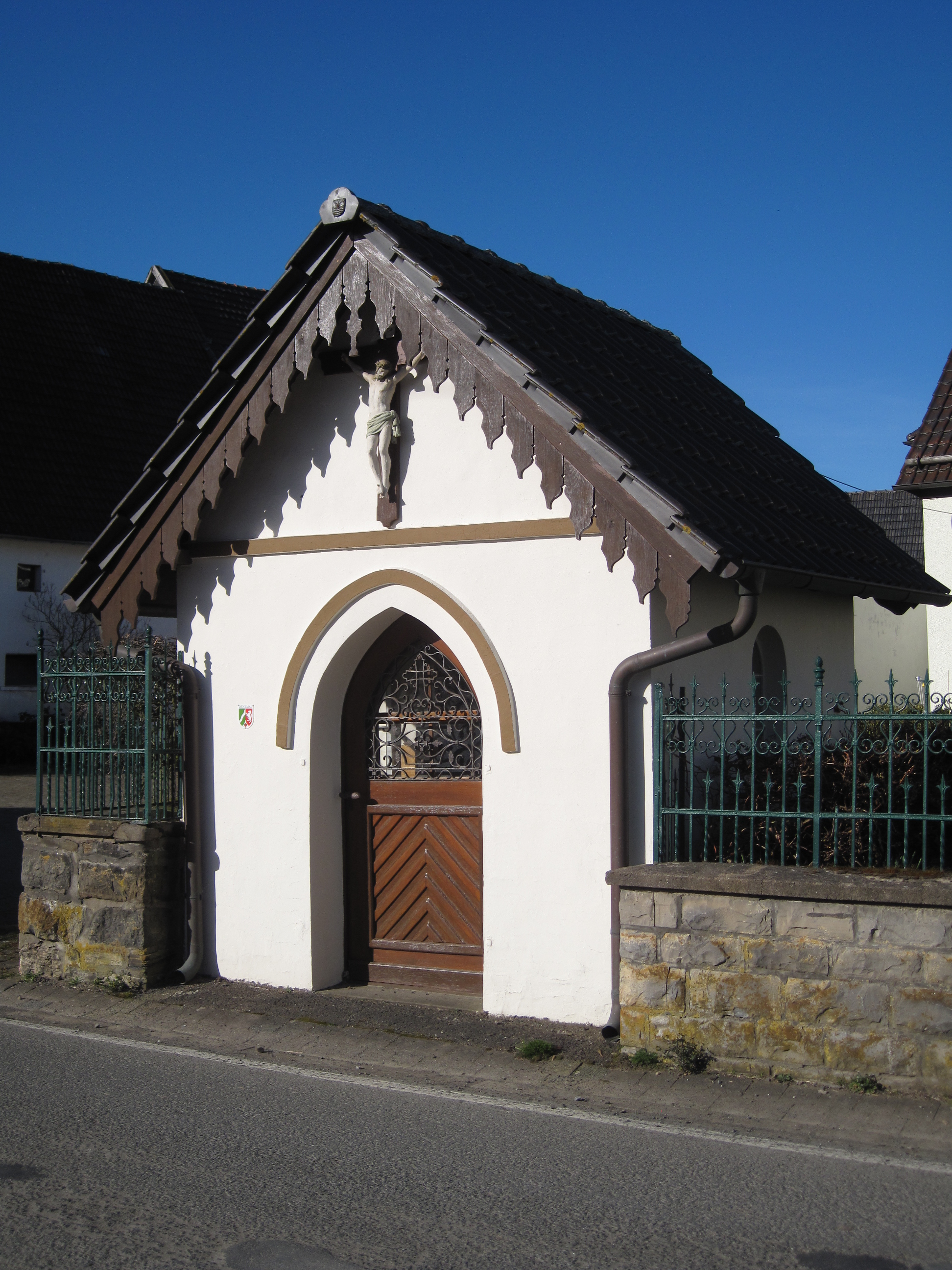
Wegekapelle Altenaffeln (Neuenrade)
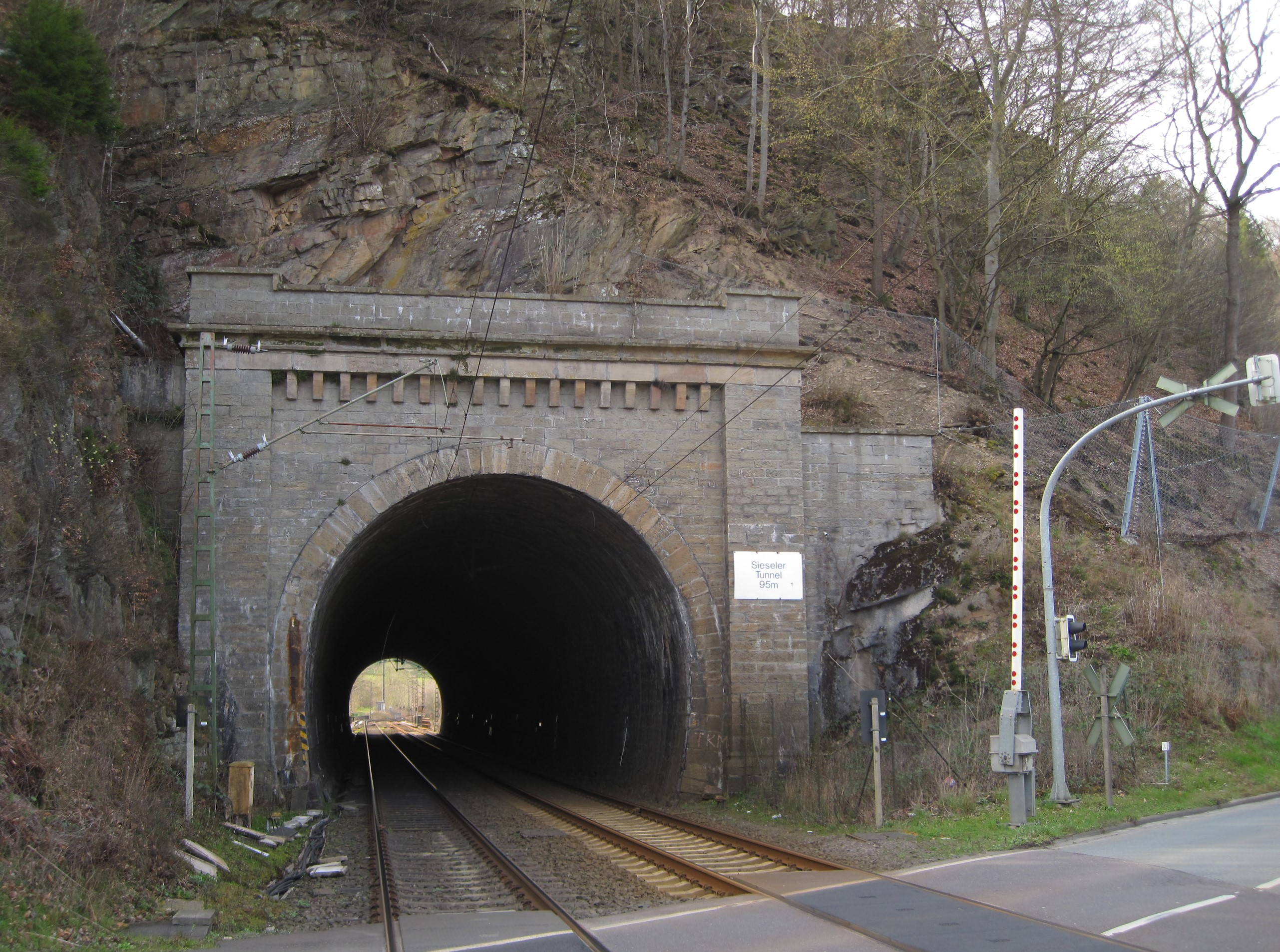
Eisenbahntunnel Siesel (Plettenberg)
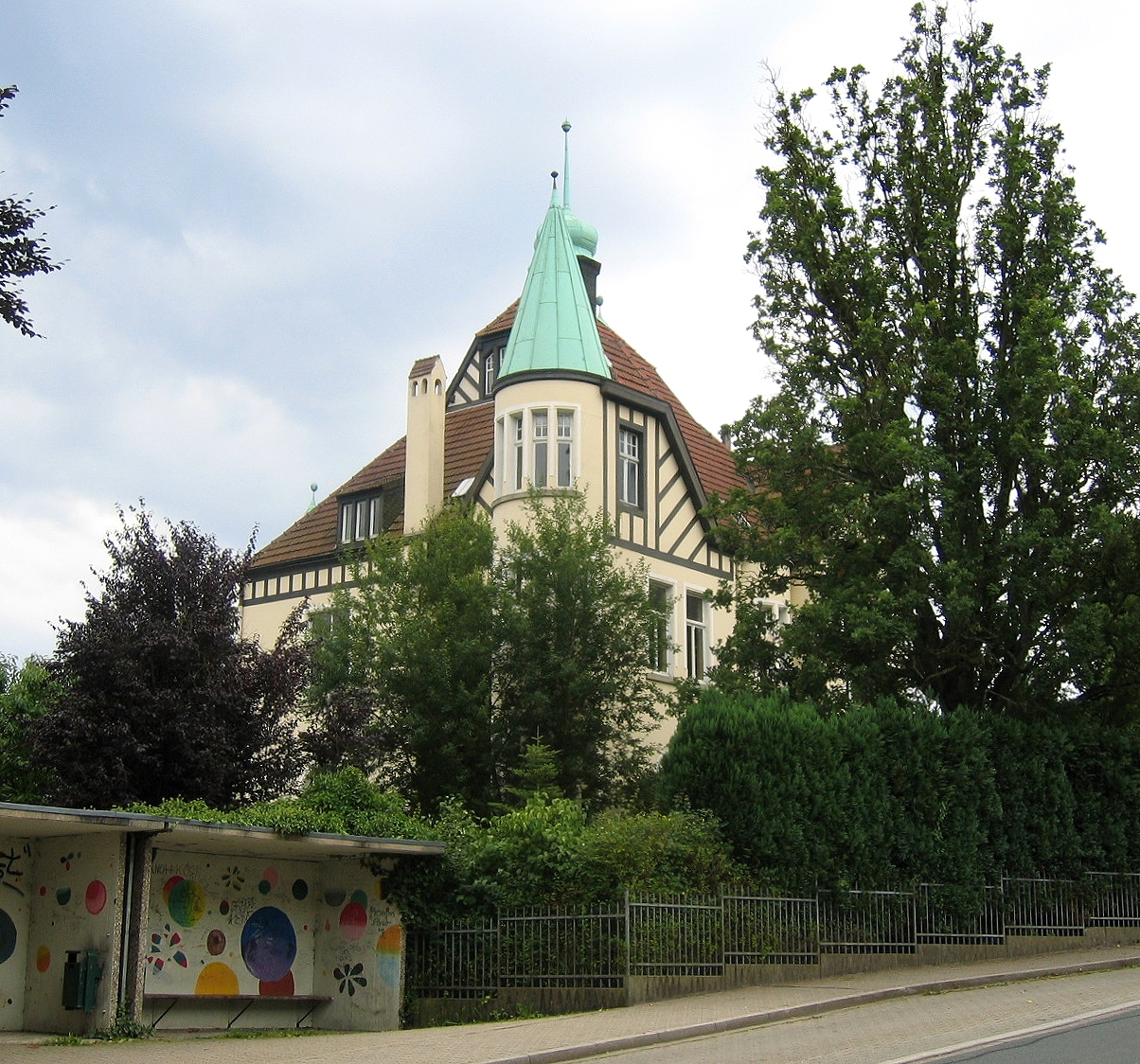
Villa Jäger (Schalksmühle)
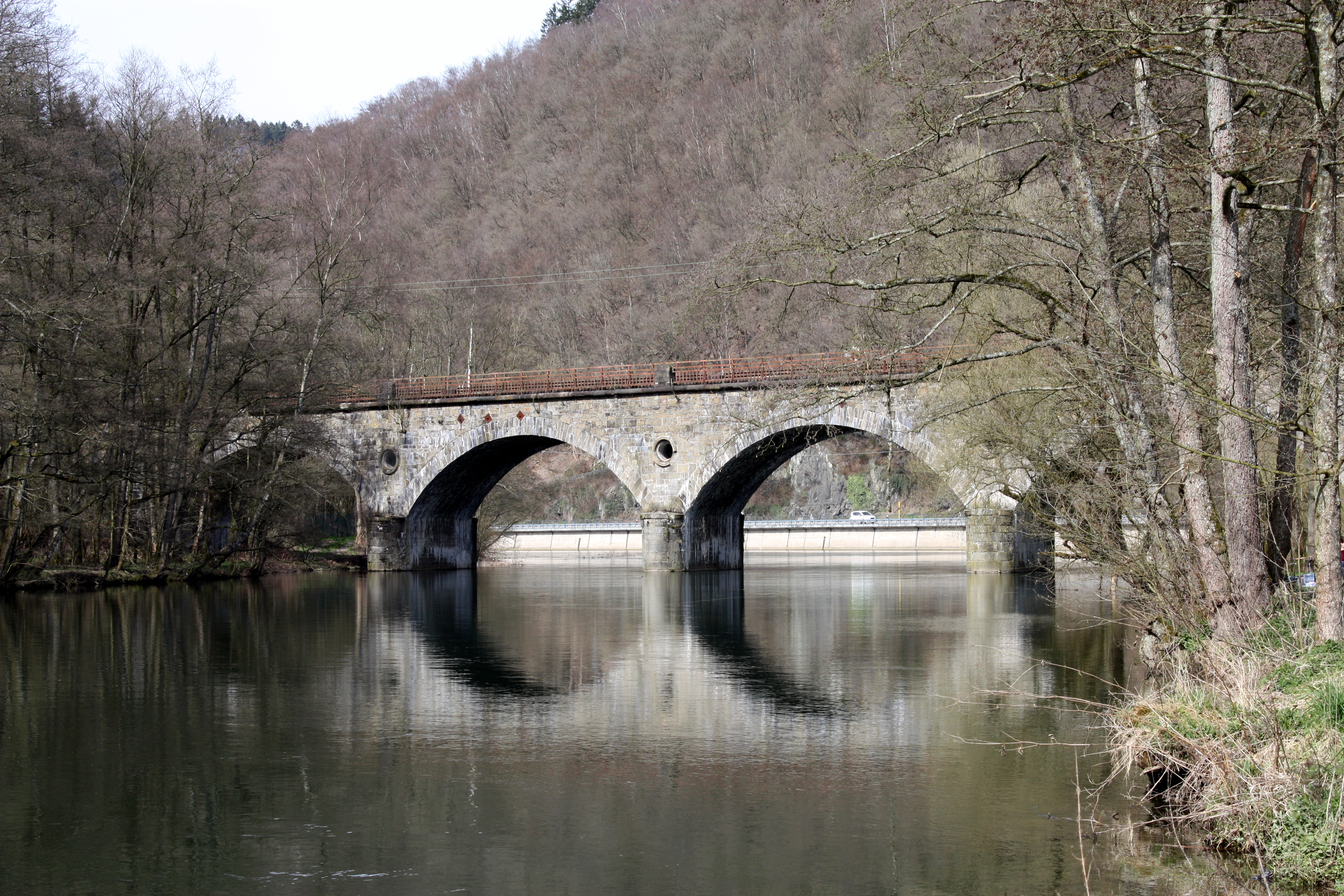
Eisenbahnbrücke über die Lenne (Werdohl)